# Crataegus brainerdii
Crataegus brainerdii är en rosväxtart som beskrevs av Charles Sprague Sargent. Crataegus brainerdii ingår i hagtornssläktet som ingår i familjen rosväxter. Utöver nominatformen finns också underarten C. b. kennedyi.

## Bildgalleri

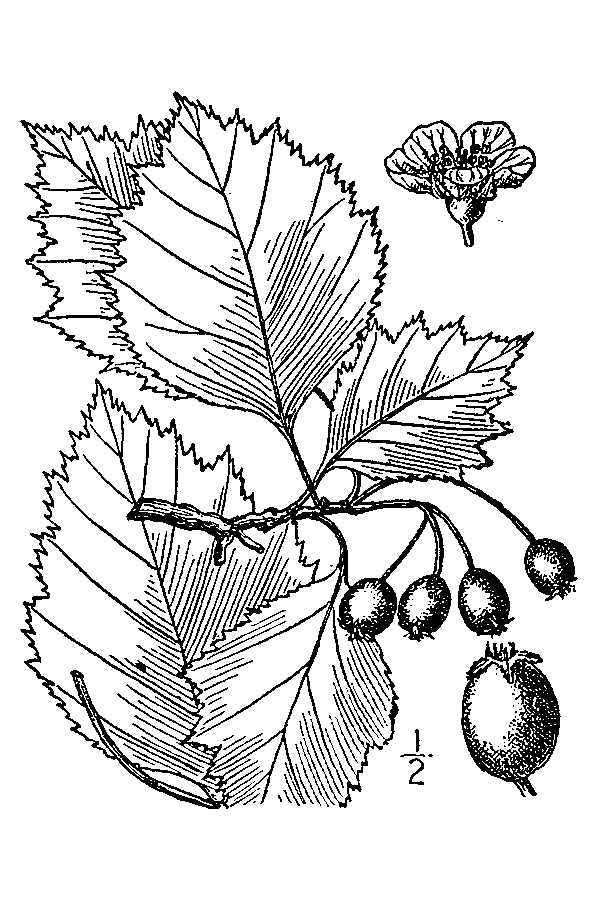